# Олімпія Сноу
Олімпія Джин Сноу (англ. Olympia Jean Snowe; нар. 21 лютого 1947, Огаста, Мен) — американська політикиня. Член Палати представників з 1979 по 1995 і сенаторка США від штату Мен з 1995 по 2013 роки. Належить до Республіканської партії.
Має грецьке походження і належить до Православної Церкви. Її батько був іммігрантом зі Спарти. Її мати померла, коли їй було 8 років, а її батько ледь рік по тому. У 1969 році здобула ступінь бакалавра в галузі політології в Університеті Мену.
У 1989 році одружилася з тодішнім губернатором Мену Джоном Р. Маккернаном-молодшим.